# 熊本県道224号小峯川内線
熊本県道224号小峯川内線（くまもとけんどう224ごう おみねかわうちせん）は、熊本県上益城郡山都町を通る一般県道である。

## 概要

### 路線データ
- 起点：熊本県上益城郡山都町小峰（熊本県道153号清和砥用線交点）
- 終点：熊本県上益城郡山都町川野（山都町川野交差点、国道218号交点）

## 地理

### 通過する自治体
- 上益城郡山都町

### 交差する道路
| 交差する道路            | 交差する場所 | 交差する場所            |
| ----------------------- | ------------ | ----------------------- |
| 熊本県道153号清和砥用線 | 小峰         | 起点                    |
| 国道218号               | 川野         | 山都町川野交差点 / 終点 |

### 沿線
- 大矢川（緑川支流）